# Miss Fishers mysteriöse Mordfälle/Episodenliste
Diese Episodenliste enthält alle Episoden der australischen Krimiserie Miss Fishers mysteriöse Mordfälle, sortiert nach der australischen Erstausstrahlung. Die Fernsehserie umfasst drei Staffeln mit 34 Episoden.

## Übersicht
| Staffel | Episodenanzahl | Erstausstrahlung Australien | Erstausstrahlung Australien | Deutschsprachige Erstausstrahlung | Deutschsprachige Erstausstrahlung |
| Staffel | Episodenanzahl | Staffelpremiere             | Staffelfinale               | Staffelpremiere                   | Staffelfinale                     |
| ------- | -------------- | --------------------------- | --------------------------- | --------------------------------- | --------------------------------- |
| 1       | 13             | 24. Februar 2012            | 18. Mai 2012                | 7. Mai 2014                       | 18. Juni 2014                     |
| 2       | 13             | 6. September 2013           | 22. Dezember 2013           | 30. März 2016                     | 22. Juni 2016                     |
| 3       | 8              | 8. Mai 2015                 | 26. Juni 2015               | 29. Juni 2016                     | 17. August 2016                   |

## Staffel 1
| Nr. (ges.) | Nr. (St.) | Deutscher Titel            | Originaltitel                | Erstausstrahlung Australien | Deutschsprachige Erstausstrahlung (D) |
| ---------- | --------- | -------------------------- | ---------------------------- | --------------------------- | ------------------------------------- |
| 1          | 1         | Willkommen in Melbourne    | Cocaine Blues                | 24. Feb. 2012               | 7. Mai 2014                           |
| 2          | 2         | Mord im Ballarat-Express   | Murder on the Ballarat Train | 2. März 2012                | 7. Mai 2014                           |
| 3          | 3         | Mord auf dem Tanzparkett   | The Green Mill Murder        | 9. März 2012                | 14. Mai 2014                          |
| 4          | 4         | Tod im Hafen               | Death At Victoria Dock       | 16. März 2012               | 14. Mai 2014                          |
| 5          | 5         | Tod durch Gift             | Raisins and Almonds          | 23. März 2012               | 21. Mai 2014                          |
| 6          | 6         | Mord im Theater            | Ruddy Gore                   | 30. März 2012               | 21. Mai 2014                          |
| 7          | 7         | Mord in Montparnasse       | Murder In Montparnasse       | 6. Apr. 2012                | 28. Mai 2014                          |
| 8          | 8         | Tod einer Autorin          | Away With the Fairies        | 13. Apr. 2012               | 28. Mai 2014                          |
| 9          | 9         | Tod am Strand              | Queen of the Flowers         | 20. Apr. 2012               | 4. Juni 2014                          |
| 10         | 10        | Tod durch Unfall           | Death by Miss Adventure      | 27. Apr. 2012               | 4. Juni 2014                          |
| 11         | 11        | Mord in der Manege         | Blood and Circuses           | 4. Mai 2012                 | 11. Juni 2014                         |
| 12         | 12        | Mord im Dunkeln            | Murder in the Dark           | 11. Mai 2012                | 11. Juni 2014                         |
| 13         | 13        | Der Fluch von König Memses | King Memses’ Curse           | 18. Mai 2012                | 18. Juni 2014                         |

## Staffel 2
| Nr. (ges.) | Nr. (St.) | Deutscher Titel                       | Originaltitel              | Erstausstrahlung Australien | Deutschsprachige Erstausstrahlung (D) |
| ---------- | --------- | ------------------------------------- | -------------------------- | --------------------------- | ------------------------------------- |
| 14         | 1         | Gentlemen's Club                      | Murder Most Scandalous     | 6. Sep. 2013                | 30. März 2016                         |
| 15         | 2         | Drei Morde, drei Mörder               | Death Comes Knocking       | 13. Sep. 2013               | 6. Apr. 2016                          |
| 16         | 3         | Miss Fisher macht Ferien              | Dead Man's Chest           | 20. Sep. 2013               | 13. Apr. 2016                         |
| 17         | 4         | Big Arthur’s Fighting-Company         | Deadweight                 | 27. Sep. 2013               | 20. Apr. 2016                         |
| 18         | 5         | Kleider sind mörderisch               | Murder A La Mode           | 4. Okt. 2013                | 27. Apr. 2016                         |
| 19         | 6         | Die wichtigste Sache der Welt         | Marked For Murder          | 11. Okt. 2013               | 4. Mai 2016                           |
| 20         | 7         | Man ist, wer man ist                  | Blood At The Wheel         | 18. Okt. 2013               | 11. Mai 2016                          |
| 21         | 8         | Das Blut von Johanna der Wahnsinnigen | The Blood Of Juana The Mad | 25. Okt. 2013               | 18. Mai 2016                          |
| 22         | 9         | Phryne geht zum Film                  | Framed for Murder          | 1. Nov. 2013                | 25. Mai 2016                          |
| 23         | 10        | Das Band des Schweigens               | Death On The Vine          | 8. Nov. 2013                | 1. Juni 2016                          |
| 24         | 11        | Der Tod Auf Sendung                   | Dead Air                   | 15. Nov. 2013               | 8. Juni 2016                          |
| 25         | 12        | Auf Messers Schneide                  | Unnatural Habits           | 22. Nov. 2013               | 15. Juni 2016                         |
| 26         | 13        | Weihnachts-Mord                       | Murder Under The Mistletoe | 22. Dez. 2013               | 22. Juni 2016                         |

## Staffel 3
| Nr. (ges.) | Nr. (St.) | Deutscher Titel               | Originaltitel       | Erstausstrahlung Australien | Deutschsprachige Erstausstrahlung (D) |
| ---------- | --------- | ----------------------------- | ------------------- | --------------------------- | ------------------------------------- |
| 27         | 1         | Die Kavalkade des Todes       | Death Defying Feats | 8. Mai 2015                 | 29. Juni 2016                         |
| 28         | 2         | Der Traum vom Fliegen         | Murder & the Maiden | 15. Mai 2015                | 6. Juli 2016                          |
| 29         | 3         | Familiengeheimnis             | Murder & Mozzarella | 22. Mai 2015                | 13. Juli 2016                         |
| 30         | 4         | Blut und Geld                 | Blood & Money       | 29. Mai 2015                | 20. Juli 2016                         |
| 31         | 5         | Wahrheit oder Hysterie        | Death & Hysteria    | 5. Juni 2015                | 27. Juli 2016                         |
| 32         | 6         | Mord im Grandhotel            | Death At The Grand  | 12. Juni 2015               | 3. Aug. 2016                          |
| 33         | 7         | Spiel, Satz, Mord             | Game, Set & Murder  | 19. Juni 2015               | 10. Aug. 2016                         |
| 34         | 8         | Bis dass der Tod uns scheidet | Death Do Us Part    | 26. Juni 2015               | 17. Aug. 2016                         |